# 須川高原温泉
須川高原温泉（すかわこうげんおんせん）は、岩手県一関市（旧国陸奥国、明治以降は陸中国）厳美町祭畤山国有林内にある温泉。
栗駒国定公園内、秋田県との県境に近い岩手県側、栗駒山8合目（標高1126m）に位置する。

## 泉質
源泉名	須川温泉
泉温	48～52度
Ph値	2.2強酸性
適応症
【泉質別適応症】
アトピー性皮膚炎、尋常性乾癬、耐糖能異常（糖尿病）、表皮化膿症
【一般的適応症】
筋肉若しくは関節の慢性的な痛み又はこわばり（関節リウマチ、変形性関 節症、腰痛症、神経痛、五十肩、打撲、捻挫などの慢性期）、運動麻痺における筋肉のこわばり、冷え性、末梢循環障害、胃腸機能の低下（胃がもたれる、腸にガスがたまるなど）、軽症高血圧、耐糖能異常（糖尿病）、軽い高コレステロール血症、軽い喘息又は肺気腫、痔の痛み、自律神経不安定症、ストレスによる諸症状（睡眠障害、うつ状態など）、病後回復期、疲労回復、健康増進
禁忌症	
【泉質別禁忌症】
皮膚又は粘膜の過敏な人、高齢者の皮膚乾燥症
【一般的禁忌症】
病気の活動期（特に熱のあるとき）、活動性の結核、進行した悪性腫瘍又は高度の貧血など身体衰弱の著しい場合、少し動くと息苦しくなるような重い心臓又は肺の病気、むくみのあるような重い、腎臓の病気、消化管出血、目に見える出血があるとき、慢性の病気の急性増悪期
毎分6000Lの湧出量を誇り、湧出した源泉は湯尻沢から磐井川に流れ込んでいる。

## 歴史
開湯は約300年前で、湯治場として利用されるようになった。それ以前から「酢川」の名称で文献などに登場していた。昭和33年11月1日、厚生省告示第327号により真湯温泉とともに国民保養温泉地に指定された。

## 施設
一軒宿の「須川高原温泉」が営業している。大浴場「須川の湯」、高温浴（45度程）が特徴の中浴場「霊泉」との大露天風呂「大日湯」がある。宿泊施設から100mほど離れたところに天然蒸気ふかし湯「おいらん風呂」がある。旅館部のほかに自炊部があり、長期の湯治にも適している。
栗駒山への登山道が温泉地から伸びており、登山の基地としても利用されている。
2021年8月に改修が行われ全客室36室の内装が一新された。

## 備考
源泉は岩手県一関市厳美町祭畤山国有林内を湧出地とする「須川温泉」が存在し、ここを泉源とする温泉施設は秋田県側にも「須川温泉栗駒山荘」がある。

## ギャラリー

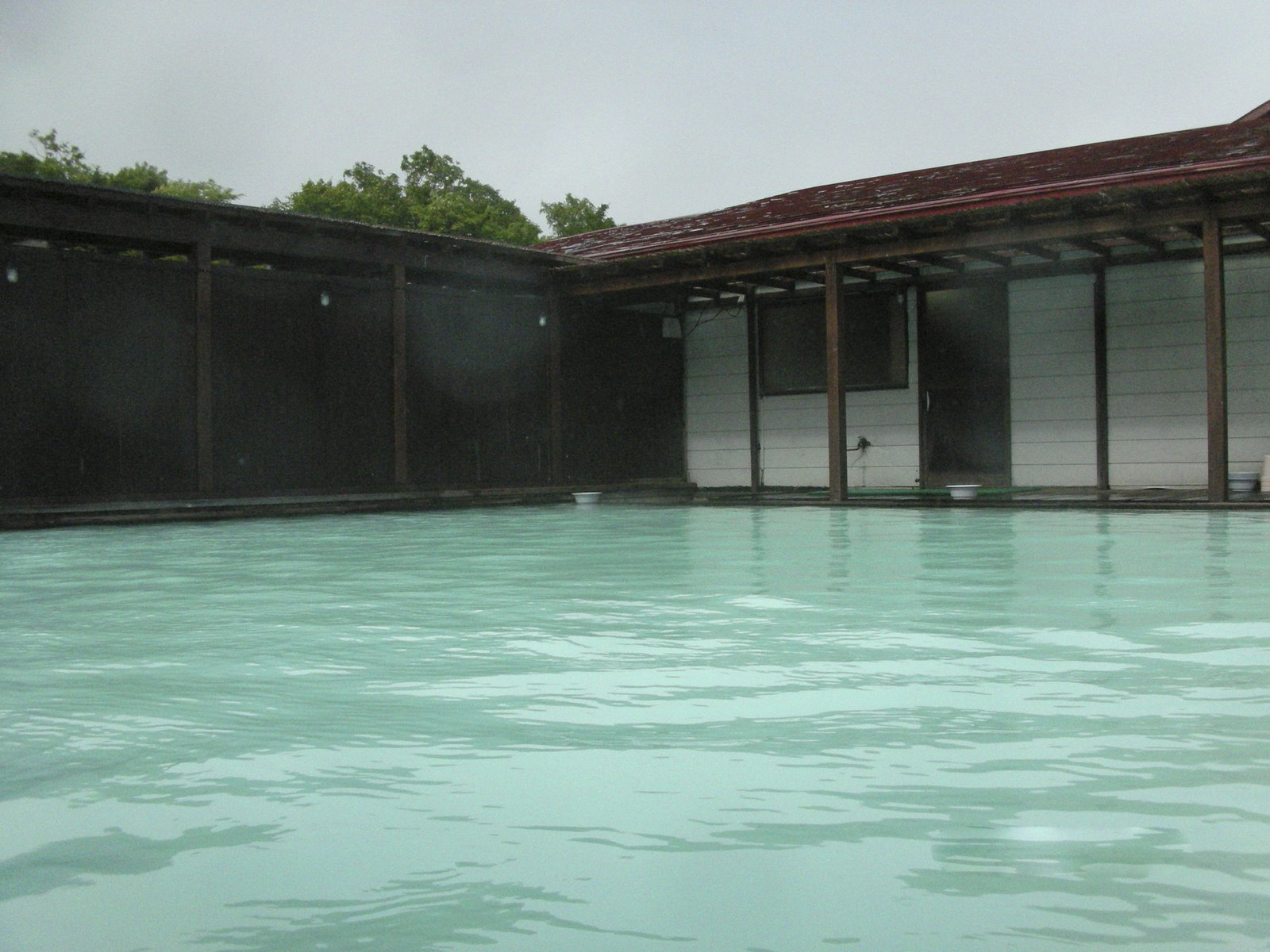
露天風呂「大日湯」

## 交通
- 公共交通
  - 一ノ関駅から岩手県交通「須川温泉」行き[4]で終点下車。（須川高原温泉営業期間のみの運行[5]）
- 車
  - 東北自動車道：築館ICから国道398号を経由し、約80分
  - 東北自動車道：一関ICより国道342号を経由し、約80分
  - 東北中央自動車道・十文字ICより、国道342号を経由し、約43㎞・約80分

## 周辺
- 一関温泉郷
  - 真湯温泉
- 須川温泉
- 大湯温泉（奥小安峡）
- 小安峡温泉